# STマイクロエレクトロニクス
STマイクロエレクトロニクス（エス・ティー・マイクロエレクトロニクス、STMicroelectronics NV）は、半導体の製造・販売を行う多国籍企業。スイス・ジュネーヴに本社を置き（法人登記はオランダ・アムステルダム）、世界35カ国に拠点を持つ。日本法人は、エス・ティー・マイクロエレクトロニクス株式会社。

## 沿革

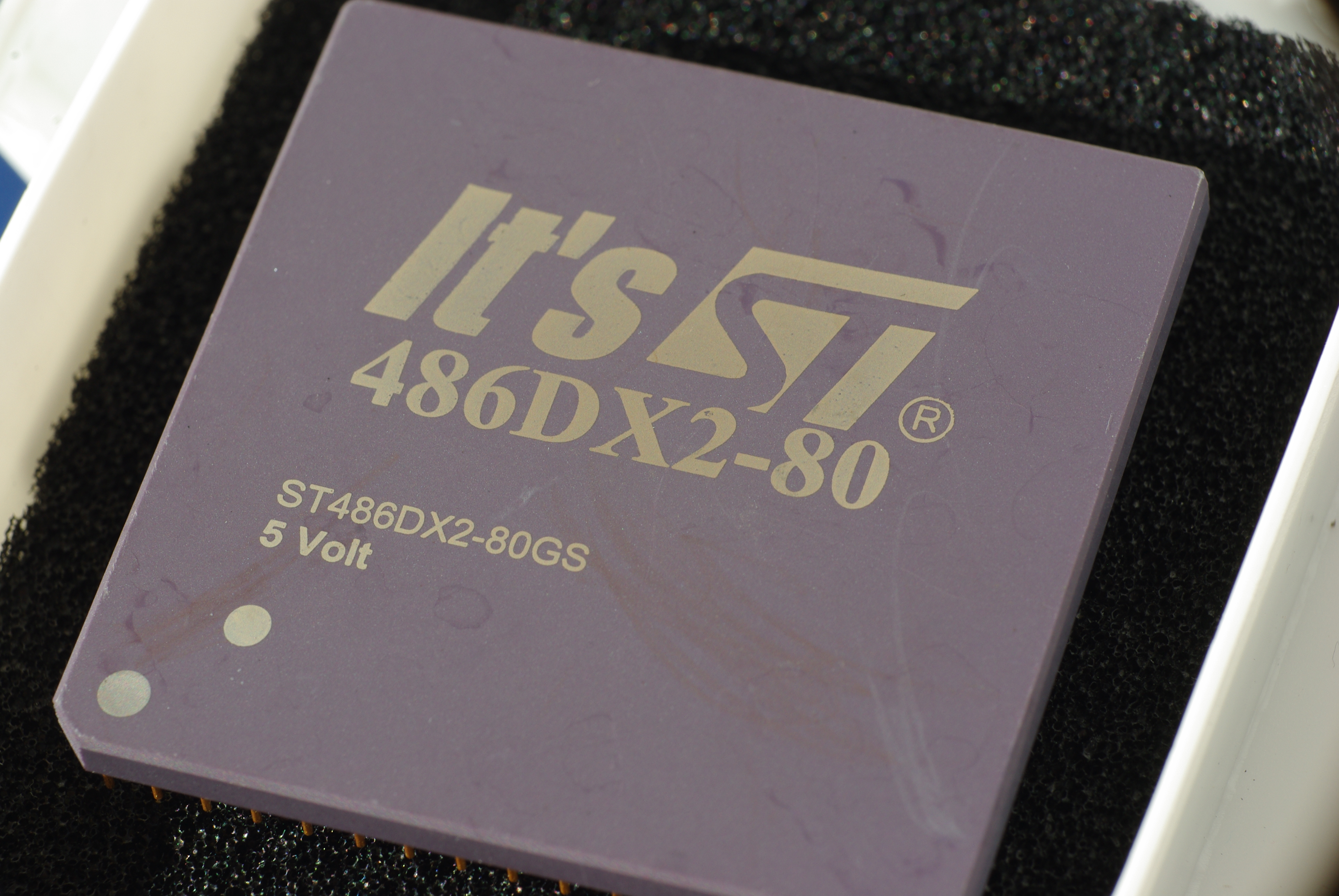
ST486 DX2-80

1987年6月、STグループは、イタリアのSocietà Generale Semiconduttori (SGS) Microelettronicaと、フランスのトムソンの半導体部門、Thomson Semiconducteursの合併によって、SGSトムソン (SGS-Thomson)として設立された。
1998年5月、トムソンが撤退したことにより、社名をSTマイクロエレクトロニクス (STMicroelectronics)と改名した。
SGS MicroelettronicaとThomson Semiconducteursは、半導体メーカーとして長い伝統のある企業だった。
- SGS Microelettronicaは、かつてはSGS-ATES (Aquila Tubi E Semiconduttori) という名称で、Aziende Tecnica ed Elettronica del Sud（1963年設立）とSocietà Generale Semiconduttori（1956年にアドリアーノ・オリヴェッティ (Adriano Olivetti) により設立）の合併によって、1972年に設立された。
- Thomson Semiconducteursは、1982年に、以下の企業が合併して設立された。
  - フランスの電子部品メーカー、トムソンの半導体部門
  - モステック（1969年にテキサス・インスツルメンツの元従業員によって設立）
  - Silec（1977年設立）
  - Eurotechnique（フランスのSaint-Gobainとアメリカのナショナル セミコンダクターの合弁会社として、1979年にフランスのルッセで設立）
  - EFCIS（1977年設立）
  - SESCOSEM（1969年設立）

SGSトムソン、およびSTマイクロエレクトロニクスは、以下のような半導体関連企業の合併、買収などを行った。
- 1989年、トランスピュータで知られるイギリスのインモス (INMOS) を、親会社ソーンEMI (Thorn EMI) から買収。
- 1994年、カナダのノーテルの半導体部門を買収。
- 1999/04/13　Vision Groupの買収を完了
- 1999/11/00　Arithmos Inc. の買収を発表
- 2000/05/08　ノーテル社の半導体生産事業を買収、20億ドル規模の半導体供給に関する戦略的複数年契約を締結
- 2000/12/00　Portland Group Inc. （無線通信、有線通信、データ・ストレージ）を買収）
- 2000/07/28　Waferscale Integration Inc.社と買収契約を締結（FLASHプログラマブル製品）
- 2001/01/19　RAVISENT社コンスーマ・エレクトロニクス (CE)部門（DVD用のソフトウェア他）を5500万ドルで買収

2002/10/16　英Financial Times紙は、米Motorola社の半導体事業の買収交渉を報じられ、STは強く否定
- 2002年、ベルギーのアルカテル（イギリスの中小企業とともに、STの無線LAN分野への進出を支援していた企業）のマイクロエレクトロニクス事業を買収。

- 2002/04/15　Alcatelのマイクロエレクトロニクス事業（Alcatel Microelectronics）を約390億円で買収

⇒同時期にAMI SemiconductorへSTのアルカテル・マイクロエレクトロニクスのミックスド・シグナル事業を転売
- 2002/02/18　Tioga Technologiesを1000万ドルで買収

- 2003/04　　Proton World International（PWI）の買収（約50億円）マルチアプリケーション・スマートカードの開発

- 2003/05/23　Incard 社を買収。スマートカード・アプリケーション分野の事業強化

- 2003/12/18　無線LANチップの開発メーカーである英Synad Technologies社を買収
- 2007/05/22　2カ所のウエハー処理工場と、1カ所の組み立て工場を閉鎖することを発表

- 2007年　米Intel社とのフラッシュ・メモリー新会社「ニューモニクス社」設立。合併契約の締結期限を2008年3月28日に延期する。投資会社の米Francisco Partners社も資本参加をしている。

- 2007/08/08　フィンランドのNokia社は携帯電話機用モデムのチップセット市場の自社開発を中止。

英国とフィンランド200人のASIC開発者が伊仏合弁STMicroelectronics社に移籍。Broadcom/Infineon/TIと付き合う。
- 2007/12/11 Genesis Microchip(米国のビデオチップメーカー)買収計画を発表。公開買付で総額3億3600万ドル

- 2008/4/10　NXPセミコンダクターズとワイヤレス事業を合併（合弁会社を設立に合意）

先に NXP が買収した Silicon Laboratories 社のワイヤレス事業ならびに GloNav 社の GPS 事業も統合する予定。
ST は合弁会社の80%を所有する予定。

## 日本法人
日本法人「エス・ティー・マイクロエレクトロニクス株式会社」は、東京（品川インターシティ）に本社を持ち、このほか名古屋市と大阪市に営業所を持つ。